# Cormòns

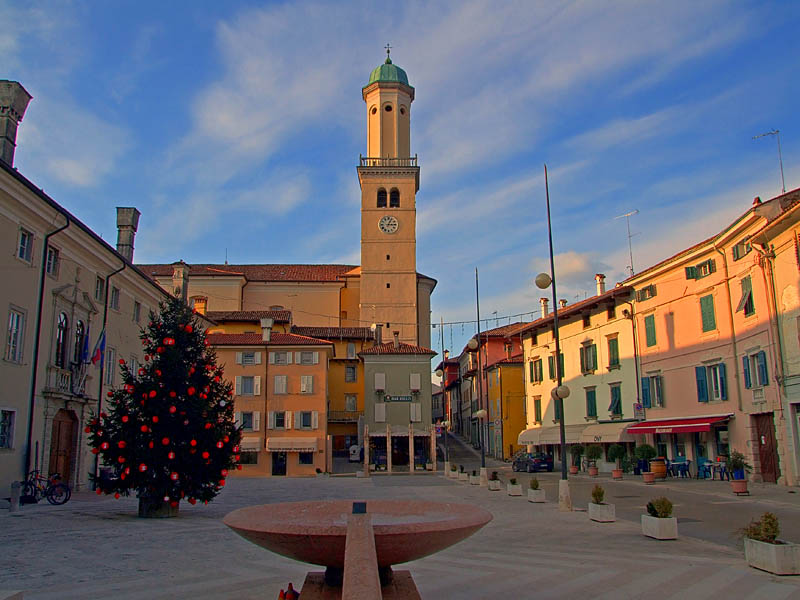
Die Piazza XXIV Maggio in Cormòns

Cormòns (furlanisch Cormons, slowenisch Krmín, deutsch Kremaun oder Gremaun) ist eine Gemeinde mit 7148 Einwohnern (Stand 31. Dezember 2023) im östlichen Friaul, Italien und Hauptort des Collio-Weinbaugebiets.

## Geschichte
Der Ursprung des Ortes reicht weit zurück, schon 181 v. Chr. war Cormòns eine römische Militärstation. Später brachten hier die Patriarchen von Aquileia die Beute der Plünderung von Grado in Sicherheit. 1487 überließen die Grafen von Görz das Castello di Cormons dem römisch-deutschen König Maximilian I. von Habsburg.
Um 1800 gab es in Cormòns angesehene Seidenzüchter und Seidenweber, ein Beispiel ist die Familie des Seidenfabrikanten Franz Bujatti, dessen Großvater aus Cormòns stammte.
Am 12. August 1866 wurde in Cormòns nach dem Dritten Italienischen Unabhängigkeitskrieg der Waffenstillstand zwischen dem Kaisertum Österreich und dem Königreich Italien unterzeichnet. Unterzeichner war für Österreich General Karl Moering und für Italien General Agostino Petitti Bagliani di Roreto.
Bis zum Ersten Weltkrieg war der Ort Garnison der österreichisch-ungarischen Armee. 1914 war hier das II. Bataillon des k.k. Landwehr Infanterie Regiments Nr. 26 stationiert. 1918 kam Cormòns zu Italien.
Heute ist Cormòns das ökonomische und kulturelle Zentrum des Collio. Die Bewohner leben heute hauptsächlich vom Weinbau.

## Demografie
Die Bevölkerungsentwicklung von Cormòns unterliegt bis heute nur geringen Schwankungen.

## Sehenswürdigkeiten
Sehenswert sind die Kirchen San Giovanni, die unter dem Namen Santa Lucia bekannt ist, der Dom Sant'Adalberto und die Kirche Santa Apollonia. Am Rande des Hauptplatzes befindet sich die Enoteca des Ortes, in der alle Weine der Region zum Kauf angeboten werden.

## Feste
Der Ortsteil Brazzano liegt am Ufer des Judrio (slowenisch: Idrija) und war der letzte Ort kaiserlicher Herrschaft vor der Grenze. Jährlich im August wird hier – auch heute noch! – der „Kaisergeburtstag von Franz Joseph“ gefeiert.
Jeden September finden überall in der Umgebung Traubenfeste und ein Renaissance-Fest statt.

## Städtepartnerschaften
Städtepartnerschaften bestehen mit Brda (Slowenien), Friesach in Kärnten (Österreich) und Tokaj in Ungarn.

## Söhne und Töchter
- Hans Kitzmüller (* 1945), Publizist, Autor und Germanist.